# السفارة السعودية في فيتنام
سفارة المملكة العربية السعودية في فيتنام (بالفيتنامية: Đại sứ quán Ả Rập Xê Út tại Việt Nam)، هي بعثة دبلوماسية سعودية تقع في العاصمة هانوي، ويترأس البعثة سفير خادم الحرمين الشريفين محمد إسماعيل دهلوي منذ 21 يونيو 2022.

## السفراء
- سعود بن فهد بن محمد السويلم حتى 21 يونيو 2022.
- محمد إسماعيل دهلوي منذ 21 يونيو 2022.[2]

## وصلات خارجية
- موقع سفارة المملكة العربية السعودية في فيتنام
- وزارة الخارجية السعودية (بالعربية)
- Ministry of Foreign Affairs of Kingdom of Saudi Arabia (بالإنجليزية)